# La guerra de los niños
La guerra de los niños es una película española dirigida por Javier Aguirre en 1980, que supuso el debut cinematográfico del exitoso grupo musical infantil Parchís.

## Estreno y espectadores
El estreno de la película tuvo lugar el 19 de diciembre de 1980 en el Cine Callao de Madrid.
Fue distribuida por Columbia Films obteniendo unos datos totales, según el Ministerio de Cultura, de 1.298.774 espectadores, con una recaudación de 1.151.170,73 euros.

## Argumento
El Colegio Santo Tomás de Aquino, dirigido por un anciano profesor, Don Matías (Manuel Alexandre), se enfrenta a la decisión de un empresario, Don Atilio (Ricardo Merino), de proceder al cierre del mismo por no dar beneficios, construyendo pisos de lujo en los terrenos del colegio.
Ante eso, un grupo de alumnos (los componentes del grupo Parchís) y El Flaco (Rodrigo Valdecantos) se movilizan e idean toda una serie de trastadas para hacer imposible la operación inmobiliaria. Junto a ellos tiene una especial presencia el perro Supermán.
Tras superar diversos contratiempos, entre ellos una grave enfermedad de Don Matías, al final de la película, los niños consiguen su objetivo y el colegio mantiene sus puertas abiertas.

## Banda sonora
Como corresponde a una película de estas características, la música tiene un notable protagonismo. El grupo Parchís interpreta cuatro canciones: "Twist del Colegio", "Ayúdale", "Fin de Curso" y "Querido Profesor".
Aunque no es interpretada en la película, hay momentos en que se escucha como telón de fondo "Comando G" en versión instrumental (cuando sabotean la oficina de Don Atilio). A esto se añade el guiño de llamarse su banda Comando J, tras rechazar como nombre Comando G, ya que "ese ya existe en la tele".
El LP editado en España como Banda sonora de la película incluía además varios temas instrumentales. En la versión argentina se optó por incluir junto a los cuatro temas interpretados en el largometraje, otros éxitos del grupo en 1980.
Dentro de la colección "Oye Mira" (proyecto conjunto entre la discográfica Discos Belter y la editorial Bruguera) se incluye un número específicamente dedicado a la banda sonora de la película. Concretamente el n.º 15 "La Guerra de los Niños". La portada es idéntica a la del LP original.

## Datos anexos
El guion de la película no fue escrito originalmente para Parchís, sino simplemente para cuatro niños, uno de los cuales debía responder a las características del "Gordito Malauva", dato que sería confirmado por Tino, en una entrevista, años después. 
Esto supuso que Gemma y Óscar apenas aparezcan a lo largo de la trama. Los vemos al principio, en el patio y el aula de la escuela, en tres de las actuaciones musicales (que transcurren en el colegio) y al final, cuando se unen a sus compañeros para interpretar de nuevo "Querido Profesor", aunque no hayan participado en "la guerra". De hecho hay una escena de un solo plano en que aparecen ambos presentando el festival fin de año. En la misma, Gemma luce un vestido de noche y Óscar esmoquin, cuando al actuar cantando "Fin de curso" llevaban puesta ropa más sencilla con los colores de Parchís de cada uno. Todo aparenta ser una escena rodada posteriormente con el explícito propósito de darles un poco de presencia adicional.
Además, las voces de Gemma y de Yolanda están dobladas (tanto en esta como el la siguiente película).
En los títulos de crédito de la película podemos leer, en el reparto, Parchís (con las típicas letras de colores) y a continuación Tino, Yolanda, David, Gemma, Óscar y Rodrigo. Naturalmente Rodrigo Valdecantos nunca fue miembro del grupo y se trata de una confusión o simplificación. En las siguientes películas ya siempre aparece en distinto lugar y con su apellido.
También se debió al hecho de que el guion originariamente no fuera para Parchís que Yolanda y David aparecen como hermanos en esta película.
Durante una parte donde hablan con el profesor sobre el problema de la escuela y la mudanza (en el minuto 33 o 34 aproximadamente), aparece al fondo un tablero del juego Parchís en su versión de seis colores.
- Integrantes del grupo parchís en esta película:
  - Tino (Constantino Fernández Fernández), nacido en Barcelona el 25 de marzo de 1967, era la ficha roja y fue integrante del grupo desde 1979 a 1983. Solista
  - Yolanda (Yolanda Ventura Román), nacida en Barcelona el 21 de octubre de 1968, era la ficha amarilla y fue integrante del grupo desde 1979 a 1985.
  - Gemma (Gemma Prat Termens), nacida en Barcelona el 22 de octubre de 1968, era la ficha verde y fue integrante del grupo desde 1979 a 1985.
  - David (David Muñoz Forcada), nacido en Barcelona el 23 de marzo de 1970, era el dado (color blanco) y fue integrante del grupo desde 1979 a 1984. Era el "bailarín" del grupo.
  - Óscar (Óscar Ferrer Cañadas), nacido en Barcelona el 20 de noviembre de 1971, era la ficha azul y perteneció al grupo desde 1979 a 1981.